# San Cristóbal y Nieves en los Juegos Olímpicos
San Cristóbal y Nieves en los Juegos Olímpicos están representados por el Comité Olímpico de San Cristóbal y Nieves, creado en 1986 y reconocido por el Comité Olímpico Internacional en 1993.
Ha participado en ocho ediciones de los Juegos Olímpicos de Verano, su primera presencia tuvo lugar en Atlanta 1996. El equipo olímpico no ha obtenido ninguna medalla en las ediciones de verano.
En los Juegos Olímpicos de Invierno San Cristóbal y Nieves no han participado en ninguna edición.

## Medallero

### Por edición
Juegos Olímpicos de Verano
| Evento              | Oro | Plata | Bronce | Total |
| ------------------- | --- | ----- | ------ | ----- |
| Atlanta 1996        | 0   | 0     | 0      | 0     |
| Sídney 2000         | 0   | 0     | 0      | 0     |
| Atenas 2004         | 0   | 0     | 0      | 0     |
| Pekín 2008          | 0   | 0     | 0      | 0     |
| Londres 2012        | 0   | 0     | 0      | 0     |
| Río de Janeiro 2016 | 0   | 0     | 0      | 0     |
| Tokio 2020          | 0   | 0     | 0      | 0     |
| París 2024          | 0   | 0     | 0      | 0     |
| TOTAL               | 0   | 0     | 0      | 0     |